# El Mirador (Huixquilucan)
El Mirador o Paraje El Mirador( nombre oficial).
Originalmente llamado Paraje "quita sombrero" debido a su superficie mayormente plana, que facilitaba el paso de corrientes de viento. Es una colonia independiente que era territorio original de San Cristóbal Texcalucan y fue formada alrededor de finales de la década de los 70's, por migrantes de otras localidades del municipio, así como en su mayoría migrantes de la provincia mexicana. Provenientes de estados como Jalisco, Michoacán, Guanajuato, Oaxaca, Hidalgo, Veracruz, Tlaxcala, Tamaulipas, Guerrero, Chiapas, Yucatán, entre otros. La señora Delfina Leonor García Peña alias la "leona" es la primera habitante de esta localidad que apoyo con agua potable a los primeros migrantes de provincia y por este motivo le retiraron su toma (en las décadas posteriores influyó y gestiono junto con el Delegado José Luis Velazquez la creación de la Escuela Primaria Mariano Azuela con el Edil en turno Adrián Fuentes Villalobos. Posteriormente también gestionaron con el Gobernador Eruviel Avila la creación del club de la tercera edad, único en su tipo en el municipio, al que acuden adultos mayores de otros pueblos del municipio). 
Ante la negativa de los pueblos cercanos de apoyar con el suministro de agua, luz y drenaje. Se hacen delegaciones al gobierno del Estado, con el gobernador en turno Calvillo Ramos, quien apoyo con material e infraestructura. 
Entre los años de 1986 y 1987 la Colonia tuvo un punto de infleción decisivo para el futuro y bienestar de sus habitantes y de sus futuras generaciones.  
Al ser una colonia en formación y vivir carencias entre ellas de alumbrado público, transporte público y seguridad. Se sucito una racha de asaltos en el crucero principal al bajar del transporte público. Así como el robo a casa habitación e incluso de aves de corral. La señora Delfina Leonor García Peña "la leona" sufre el asalto a su vivienda, al trabajar  como encargada en el expendio e piedra de cantera y mármol (donde hoy se ubica el construrama) cuyo dueño era el Comandante (Gustavo Rodriguez) de la policía judicial del Estado de México. La señora Leona le externa la situación de inseguridad de la colonia. Coordina operativos con agentes judiciales y posteriormente batallones del Ejército mexicano. Los cuales peinaron la zona, talaron árboles, dejando únicamente las copas altas, para una mejor visibilidad. Realizaron varias redada y operativos. Capturando a delincuentes y encontrando sótanos con la mercancía robada y armas. La situación precaria de la colonia cambió de un momento a otro. Asegurando un mejor futuro y bienestar para sus habitantes.  
-Cuenta con una población de 2700 habitantes aproximadamente.
-Se ubica a una altitud aproximadamente de 2400 metros.

## Economía y sociedad
Los pobladores se dedican  Entre  1986 y 1987 tras la gran ola de asaltos en el crucero de la localidad y tras ser víctima en su domicilio, la señora Leona al trabajar para el Comandante Gustavo Rodriguez de la policía judicial este coordino agentes judiciales y batallones del Ejército mexicano  para limpiar la colonia de asaltantes y malvivientes. Podaron árboles dejando solo las copas para mejor visibilidad. al comercio. La Colonia El Mirador es un reflejo de la unión, de la lucha y del esfuerzo, para lograr objetivos y beneficios en conjunto. Por ser un lugar con una ubicación geográfica privilegiada, es un lugar de comercio y un punto clave para el desplazamiento a diferentes localidades aledañas.
Según estimaciones de MarketDataMéxico, El Mirador tiene un output económico estimado en MXN $570 millones anuales, de los cuales MXN $250 millones corresponde a ingresos generados por los hogares y unos MXN $330 millones a ingresos de los 14 establecimientos que allí operan. (https://www.marketdatamexico.com/es/article/Colonia-El-Mirador-Huixquilucan-Estado-Mexico)

## División administrativa
La colonia se subdivide en tres sectores tales como son los siguientes:
- Sector 5
- Sector 6
- Sector 7

Por el año 1977, se forman los primeros comités de representación, para solicitar servicios, básicamente el servicio de agua y luz. Ya organizado el comité se turna al Edil municipal, para que se proporcione su apoyo. Se gestionan las instancias correspondientes, y cada habitante realiza excavación de 15 metros para la colocación del tubo. Posteriormente se gestiona un servicio digno de luz, la realización de la primera carretera a la llegada de la ruta de camiones flecha roja, junto con la ruta ya establecida los famosos camiones guajoloteros Huixquilucan-Tacuba.